# Georgije Ilić
Georgije Ilić (Kirin Serbia: Георгије Илић, sinh 13 tháng 5 năm 1995) là một cầu thủ bóng đá Serbia thi đấu cho ČSK Čelarevo.

## Những năm thi đấu giải trẻ
Ilić là sản phẩm của học viện trẻ FK Vojvodina. Anh từng là thành viên của đội hình trẻ giành chức vô địch 2 mùa giải liên tiếp.

## Sự nghiệp câu lạc bộ

### Vojvodina
Ngày 13 tháng 4 năm 2013, Ilić ra mắt đội một, dưới sự chỉ đạo của Nebojša Vignjević, trong trận hòa 2-2 trên sân nhà với Sloboda Užice.